# 364.ª Divisão de Infantaria (Alemanha)
A 364ª Divisão de Infantaria (em alemão:364. Infanterie-Division) foi uma unidade militar que serviu no Exército alemão durante a Segunda Guerra Mundial.

## Comandantes
| Comandante                   | Data                                           |
| ---------------------------- | ---------------------------------------------- |
| Generalleutnant Walter Poppe | 15 de dezembro de 1943 - 21 de janeiro de 1944 |

## Área de operações
| Polônia | novembro de 1943 - janeiro de 1944 |